# Globoko (Brežice)
Globoko é uma vila localizada no município de Brežice na Eslovênia. Possuía uma população estimada de 311 habitantes em 2020.